# ビガレッロ
ビガレッロ（伊: Bigarello）は、イタリア共和国ロンバルディア州マントヴァ県サン・ジョルジョ・ビガレッロに属する分離集落（フラツィオーネ）。
かつては独立した自治体（コムーネ）であったが、2019年1月1日に、サン・ジョルジョ・ディ・マントヴァへ編入され、新自治体の一部となった。

## 地理

### 位置・広がり

#### 隣接コムーネ
コムーネとしてのビガレッロは、以下のコムーネと隣接していた。括弧内のVRはヴェローナ県所属を示す。
- カステル・ダーリオ
- カステルベルフォルテ
- ロンコフェッラーロ
- サン・ジョルジョ・ディ・マントヴァ
- ソルガ (VR)

### 気候分類
気候分類では、zona E, 2388 GGに分類される。